# Heat of the Night
"Heat of the Night" es una canción de rock escrita por el cantante canadiense Bryan Adams y Jim Vallance e interpretada por Bryan Adams. La canción se convirtió en la única canción exitosa del álbum de Adams Into The Fire en 1987. Fue lanzada como primer sencillo del álbum Into the Fire alcanzando la sexta posición en el Billboard Hot 100 y la #2 posición en el Mainstream Rock Tracks.
La canción fue interpretada e incluida en el álbum de Bryan en Vivo del año 1988 Live! Live! Live! y en sus álbumes de grandes éxitos So Far So Good y Anthology.
La canción es muy popular entre los fanes de Bryan Adams y se adjudicó un premio a la canción de rock del año de la Asociación Canadiense Music Publisher. Según la revista Billboard, la canción fue una de las 100 canciones más escuchadas del año (84.º lugar).

## Antecedentes
La canción fue inspirada en parte por el cine negro clásico El tercer hombre , protagonizada por el actor y director Orson Welles. La oscuridad de la lírica fue influenciado más por un viaje de Bryan y Jim Vallance llevó a Berlín en marzo de 1986, antes de la caída del muro. Esta fue la primera canción publicada por primera vez en un formato de casete sencillo en los Estados Unidos. Se empaquetó en una caja de plástico rojo, en una caja de casetes no tradicional. Había que romper la cubierta blanca abierta para abrir la cinta.

## Video musical
El video fue dirigido por Wayne Isham y rodada en blanco y negro. Es una de las canciones raras o videos en los que Bryan se toca la guitarra rítmica en lugar de Keith Scott que por lo general deja el trabajo en solitario.
Una escena de las sesiones de grabación se utiliza como la portada del álbum "Into The Fire" de Adams.

## Chart positions
- #2 (Canadá)
- #2 (Mainstream Rock Tracks)
- #6 (Estados Unidos)
- #6 (Noruega)
- #7 (Suecia)
- #17 (Suiza)
- #21 (Holanda)
- #25 (Australia)
- #33 (Alemania)
- #50 (United Kingdom)

## Personal
- Bryan Adams: Guitarra rítmica, teclados, voz, coros
- Jim Vallance: Piano, percusiones
- Keith Scott: Guitarra armónica, coros
- Robbie King: Órgano
- Dave Taylor: Bajo
- Mickey Curry: Batería

- Datos: Q648747